# 찰리 되기
《찰리 되기》(영어: Being Charlie)는 미국에서 제작된 롭 라이너 감독의 2015년 드라마 영화이다. 닉 로빈슨, 코먼, 케리 엘위스 등이 출연하였고, 스테퍼니 레니 등이 제작에 참여하였다.

## 줄거리
18살 찰리는 할리우드 스타였던 아버지의 캘리포니아주 지사 선거를 앞둔 가운데 치료소에서 다시 한 번 약물 중독 극복을 시도한다.

## 출연진
- 닉 로빈슨 - 찰리 밀스 역
- 코먼 - 트래비스 역
- 케리 엘위스 - 데이비드 밀스 역
- 데번 보스틱 - 애덤 역
- 모건 세일러 - 이바 역
- 수전 미스너 - 리잔 역
- 리카도 차비라 - 드레이크 역

## 기타 제작진
- 미술: 크리스토퍼 R. 더머리